# 국제종합기계
국제종합기계는 대한민국의 농기계 제조 기업이다. 1968년에 설립되었으며, 2016년 9월에 동양물산기업에 인수되었다.
트랙터, 콤바인, 이앙기, 농용 디젤 엔진을 생산하고 있다.

## 연혁
- 1968년 6월 - ㈜한국농기 설립
- 1978년 3월 - 국제그룹 편입, 국제종합기계㈜로 상호변경
- 1985년 6월 - 동국제강그룹으로 편입
- 2016년 9월 - 동양물산그룹으로 편입